# バニリン
バニリン（華尼林、英: vanillin、中: 香草醛）は、バニロイド類に属す最も単純な有機化合物であり、バニラの香りの主要な成分となっている物質。ラテン語読みでワニリンと呼ばれることもある。

## 存在
天然物中にはバニラ、安息香、ペルーバルサム、チョウジ（クローブ）の精油などに含有されている。収穫されたばかりのバニラ豆中には、配糖体であるグルコバニリンの形で存在しており、キュアリングと呼ばれる工程を経ることで加水分解されてバニリンが遊離し、バニラ特有の香気が発現する。バニリンの量が多いときにはバニラ豆の表面に白い結晶として析出する。1858年に、テオドール・ニコラ・ゴブレがバニラエキスの乾燥物を熱水中再結晶してこの結晶物質を単離し、バニリンの名が与えられた。

## 合成
最初の合成は、1874年にヴィルヘルム・ハールマン、フェルディナント・ティーマン、カール・ライマーらにより、コニフェリンを原料として行なわれた。
これによりバニリンの工業的な生産が可能となり、彼らによってそのための香料会社ハールマン・ウント・ライマー社（現：シムライズ社）がドイツのホルツミンデンに設立された。
現在ではより効率的な4つの合成法が開発されている。サフロールバニリン、オイゲノールバニリン、グアヤコールバニリンの3つの合成法の基礎的な部分の開発を行なったのもティーマンらである。
サフロールバニリン
サッサフラスの精油から得られるサフロールをナトリウムメトキシドで処理して二重結合を移動させると同時にアセタールを開環させ、オゾン酸化で二重結合を酸化開裂すると同時にアセタールを除去してプロトカテクアルデヒドとし、ジメチル硫酸でメチル化してバニリンとする。
オイゲノールバニリン
クローブバニリンとも呼ばれる。チョウジの精油から得られるオイゲノールをアルカリで二重結合を移動させてイソオイゲノールとし、これをオゾンなどで二重結合を酸化開裂させてバニリンとする。
リグニンバニリン
亜硫酸パルプの製造の際に出る廃液中のリグニンスルホン酸をアルカリ中で酸化分解してバニリンとする。リグノバニリンとも呼ばれる。
グアヤコールバニリン
現在主流の合成法である。グアイアコールをホルミル化して合成する。ホルミル化の方法はライマー・ティーマン反応を用いる方法やグリオキシル酸を付加させた後、これを酸化分解する方法などが知られている。
化学的合成のほかに、合成生物学を利用して細菌や藻類のDNA配列を人為的に操作することで、バニリンを生成する細菌や藻類を生み出そうという試みも行われている（シンバイオ・バニリン）。

### 醸造によるバニリン生成
バニリンは、原料に米と黒麹を使用した蒸留酒である泡盛の醸造過程において生成される。原料米中の細胞壁多糖にエステル結合しているフェルラ酸が、黒麹菌の持つフェルラ酸エステラーゼによって遊離され、その一部が脱炭酸されて4-ビニルグアヤコールとなり、蒸留液に移行し、貯蔵中に非酵素的酸化によりバニリンに変化する。

## 利用
バニラフレーバーの原料として、アイスクリームやチョコレートをはじめとする菓子に最も多く使われている。また、香粧品向けのフレグランス原料や、医薬品の風味マスキング剤としても利用される。海外ではバニリンの持つ抗菌作用が評価され、天然由来の防腐剤として化粧品等に利用されている。

## 類縁体
類縁体のエチルバニリン（3-エトキシ-4-ヒドロキシベンズアルデヒド）もバニリンより強いバニラ様の香りを持つ化合物として知られており、香料として用いられている。

## その他
国立国際医療センター研究所に所属する山本麻由は、牛糞からバニリンを抽出することに成功し、2007年、第17回イグノーベル化学賞を受賞した。ケンブリッジ市最高のアイスクリーム店トスカニーニズ（Toscanini's Ice Cream）が彼女の成果を称えて "Yum-a-Moto Vanilla Twist" という新しいバニラアイスクリームを製作し、授賞式で振る舞われた。もちろん、このアイスクリーム中のバニリンは牛糞由来ではない。
牛糞1グラムに水4ミリリットルを加えて200度で60分間加熱することで、1グラムあたり約50マイクログラムのバニリンが抽出された。つまり、牛糞中のリグニンスルホン酸をアルカリ中で酸化分解してリグノバニリンを生成したわけである。
元となった論文は、「第8回国際水熱反応ならびに第7回国際ソルボサーマル反応」合同会議で発表された「飼料中のリグニンが未消化で出ることの間接的証明」である。
人間の鼻にとって匂い始める濃度の数値は極めて微量で0.000000032 ppmであるという。